# Milan Stanković

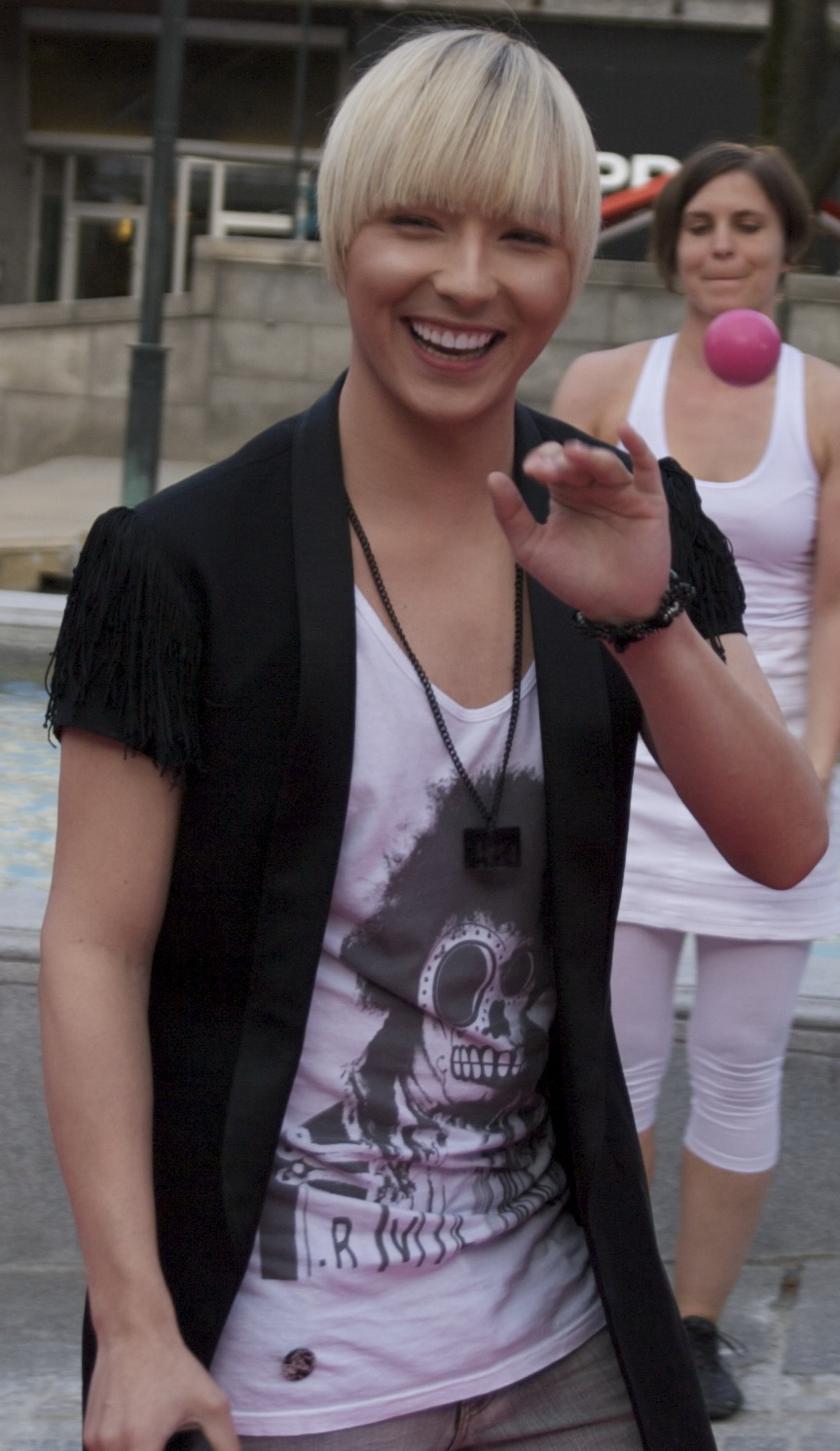
Milan Stanković (2010)

Milan Stanković (serbisch-kyrillisch Милан Станковић; * 9. September 1987 in Obrenovac, Sozialistische Föderative Republik Jugoslawien) ist ein serbischer Sänger.

## Karriere
Stankovićs Karriere begann 2007 als Teilnehmer der serbischen Castingshow Zvezde Granda, wo er es bis ins Finale schaffte und Vierter wurde. Dank seines ausgefallenen Stylings und seiner lebhaften Art machte Stanković schnell auf sich aufmerksam und gewann viele Fans. Sein 2009 herausgegebenes Debütalbum Solo verkaufte sich mehr als 50.000 Mal. Auf dem Album Solo sind die Singles Face, Nepopravljivo und die gleichnamige Single Solo enthalten. Im Juni 2011 erschien der Song Perje.
Beim serbischen Vorentscheid für den Eurovision Song Contest 2010 in Oslo, 3 pa 1 za Oslo in Belgrad, wurde Milan Stanković mit dem Titel Ovo je Balkan (Dies ist der Balkan), vor Emina Jahović und Oliver Katić feat. Jelena Marković, zum Vertreter Serbiens gewählt. Der Song wurde von Goran Bregović geschrieben, der Text von Marina Tucaković. Im ersten Halbfinale des europäischen Wettbewerbs wurde Milan Fünfter und somit als einer der zehn Bestplatzierten in das Finale gewählt. Dort belegte er den 13. Platz.
Am 28. und 29. April 2014 nahm Stanković mit dem Song "Luda Ženo" beim ersten Pink Music Festival teil, wo er mit zwei Preisen ausgezeichnet wurde. Seit dem 19. September 2014 sitzt Milan in der Jury der Casting-Show Pinkove Zvezdice. Am 3. März 2015 veröffentlichte Stanković zwei neue Lieder "Mašina" und "Nisi mu ti žena". Beide Songs wurden vom Duo Damir Handanović und Marina Tucaković produziert.

## Privatleben
Milan wuchs in Obrenovac auf. Dort lebte er zusammen mit seiner Mutter Milena und seiner jüngeren Halbschwester Nastasija. Nachdem sich seine Mutter von seinem Stiefvater hatte scheiden lassen, begann Stanković eine Ausbildung zum Medizin-Technischen Assistenten, die er in Belgrad absolvierte. 2008 zog Stanković zusammen mit seiner Mutter und seiner Halbschwester nach Belgrad. Von 2008 bis 2012 war Stanković mit seiner Kollegin Radmila Manojlović liiert, die er bei Zvezde Granda kennenlernte. Im Januar 2013 gab er bekannt, dass er sich im Dezember 2012 aufgrund ihres Seitensprunges von ihr getrennt habe.

## Diskografie

### Alben
- 2009: Solo
- 2015: Milan

### Singles
- 2007: Još uvek
- 2008: Nepopravljivo
- 2009: Fejs
- 2009: Solo
- 2010: Ovo je Balkan
- 2011: Perje
- 2012: Mama
- 2013: Od mene se odvikavaj
- 2014: Luda Ženo
- 2015: Mašina (feat. DJ Ugy)
- 2015: Nisi mu ti žena
- 2015: Gadure (feat. Mile Kitić & Mimi Mercedez)
- 2015: Faktor rizika
- 2015: Nešto protiv ljubavi
- 2015: Kao nikad, kao nekad
- 2017: Ego (feat. Jala Brat & Buba Corelli)
- 2017: Sve Što Ne Smemo (feat. Ina Gardijan)
- 2018: Trance
- 2018: Kripton
- 2019: Brane Mi Te
- 2020: Pablo (feat. Jala Brat & Buba Corelli)

## Auszeichnungen
Pink Music Festival 2014
- meistgesehenes Video auf YouTube
- Publikumspreis